# Chomelix

Chomelix este o comună în departamentul Haute-Loire, Franța. În 2009 avea o populație de 497 de locuitori.